# Nevenka
Nevenka je žensko osebno ime.

## Izvor imena
Ime Nevenka je ženska oblika imena Neven. Obe imeni sta bili na Slovenskem sprejeti iz hrvaščine oziroma srbščine. Poznavalci ime razlagajo, da je nastalo iz rastlinskega imena neven, latinsko Calendula officinalis. V slovenščini je nèven vrtnarski izraz v pomenu »cvetlica z nevenljivimi cveti, socvetji; suha roža«. Rastlinsko ime neven je nastalo iz glagola veneti in nikalnice ne.

## Različice imena
- moške različice imena: Neven, Nevenko
- ženske različice imena: Nena, Neva, Nevena, Nevica

## Pogostost imena
Po podatkih Statističnega urada Republike Slovenije je bilo na dan 31. decembra 2007 v Sloveniji število ženskih oseb z imenom Nevenka: 3.669. Med vsemi ženskimi imeni pa je ime Nevenka po pogostosti uporabe uvrščeno na 72. mesto.

## Osebni praznik
Ime Nevenka se v koledarju uvršča k imenu Perpetua, ki goduje 7. marca (Perpetua, afriška mučenka, † 7.mar. leta 202 ali 203).